# Not Cool

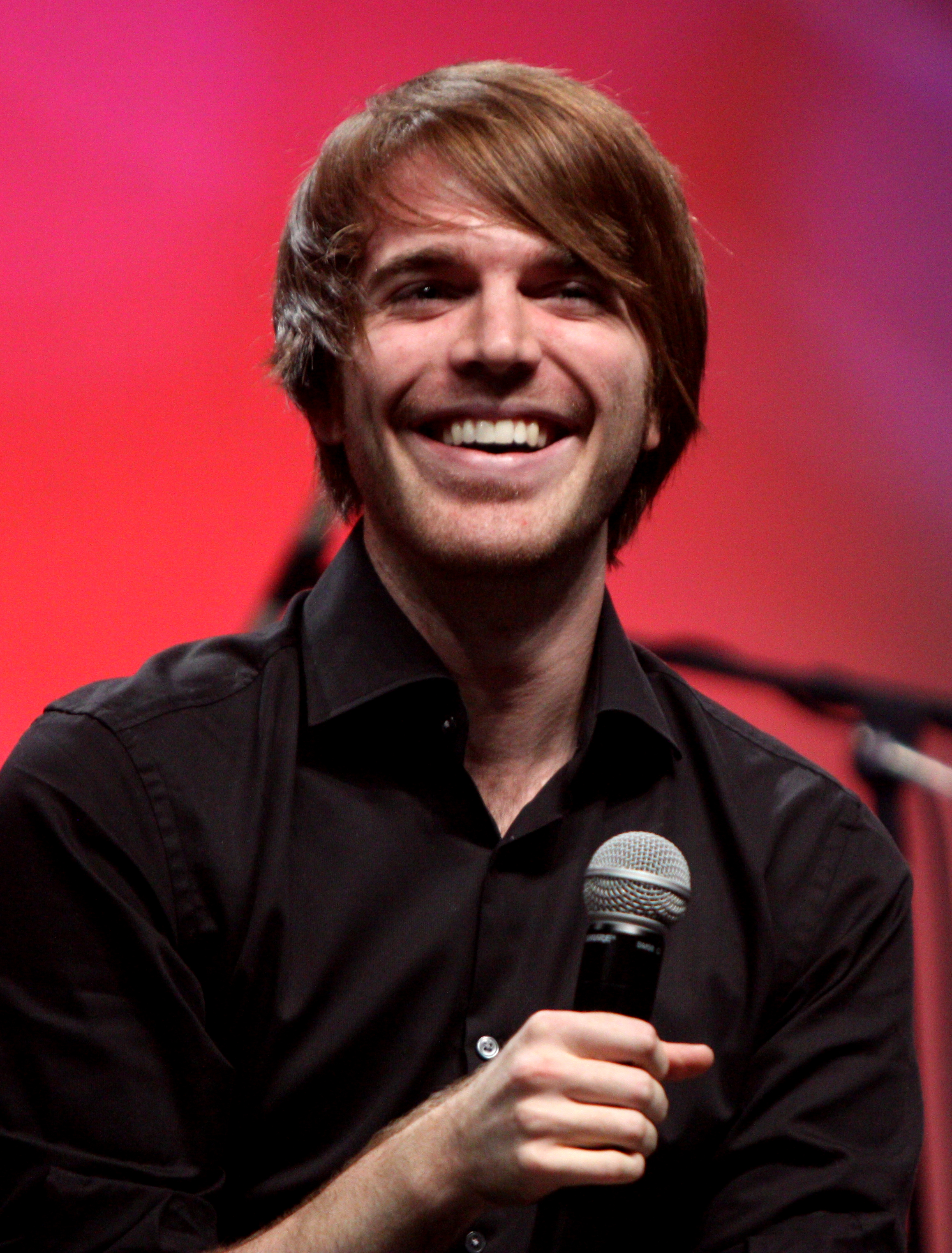
Regisseur Shane Dawson

Not Cool ist eine US-amerikanische Filmkomödie von Regiedebütant und YouTube-Persönlichkeit Shane Dawson aus dem Jahr 2014. Der Film lief am 19. September 2014 in ausgewählten nordamerikanischen Kinos an.

## Handlung
Während der Thanksgiving-Ferien, in einer Kleinstadt in Pennsylvania, vereinigen sich eine Gruppe von alten High-School-Freunden. Der ehemalige Abschlussballkönig Scott wird von seiner Freundin Heather verlassen und lernt wenig später seine neue Partnerin, Tori, kennen. In der Zwischenzeit versucht sich Joel Scotts jüngeren Schwester Janie anzunähern, indem er versucht, mit dem Wissen, das er durch ihre Social-Media-Posts erhielt, zu überzeugen.

## Produktion
Not Cool war einer von zwei Filmen, die durch die Show The Chair von Starz gesponsert wurden. Die beiden Filme lieferten sich einen Wettbewerb um einen Preis von 250.000 US-Dollar, basierend auf einem „Multi-Platform-Voting-System“. Der Film nahm 20 Drehtage in Anspruch und kostete 800.000 Dollar.

## Veröffentlichung
Der Film wurde durch Starz Digital Media am 19. September 2014 in einigen nordamerikanischen Kinos veröffentlicht. Digital ist der Film seit dem 23. September 2014 zu erhalten.

## Rezeption
Not Cool wurde überwiegend negativ bewertet.
Der Filmkritik-Aggregator Metacritic vergab dem Film einen einzigen, vernichtenden Punkt, basierend auf vier Bewertungen. Frank Schreck von The Hollywood Reporter kommentierte, der Film sei „vollgestopft mit urigen Klischees, profaner Sprache und lieblosen Charakteren, […] Not Cool kann sich mit seinem Titel wunderbar identifizieren“. Neil Genzlinger von The New York Times meinte, dass die „Charaktere abscheulich und schlecht gespielt“ seien und es „weder durchdachte, noch originelle Witze“ im Film gäbe. Die Los Angeles Times gab dem Film ebenfalls eine negative Wertung, indem sie den Film „die Hölle“ und „eine Beleidigung der Filmindustrie“ nannte.
Am 8. November 2014 wurde schließlich verkündet, dass Shane Dawsons Film gewonnen hat und den Gewinnerpreis erhalten würde. Chris Moore, ausführender Produzent von The Chair, beschreibt Not Cool lediglich als „massenkompatibel“. Der Produzent der Serie, Zachary Quinto, nannte Dawsons Film „reine Zeitverschwendung“, freute sich allerdings über seinen Sieg.
Not Cool nahm bisher 36.026 US-Dollar ein.